# Буцци, Антонио
Антонио Буцци (итал. Antonio Buzzi; 13 ноября 1808, Рим — 3 мая 1891, Милан) — итальянский композитор и дирижёр.

## Биография
В молодости пел в хоре, затем в 1837—1841 гг. дирижёр в римском театре «Аполло». В 1841 и 1850 гг. руководил итальянскими оперными труппами в Испании — в Валенсии и Барселоне соответственно. Затем обосновался в Милане, где работал как дирижёр и композитор, а также преподаватель вокала.
Лучшей оперой Буцци считается «Саул», впервые представленная в 1843 году в Ферраре и прошедшая в последующие 20 лет на многих итальянских сценах, а также в Барселоне и Буэнос-Айресе. Определённую постановочную судьбу имела также «Ломбардская лига» (итал. La lega lombarda), премьера которой состоялась в 1850 г. в Барселоне: действие оперы происходит в XII веке, однако сюжет содержал злободневные политические намёки, направленные против австрийского присутствия в Италии, в связи с чем в итальянских театрах «Ломбардская лига» (часто под названием «Гусман де Медина») ставилась с цензурными сокращениями или подвергалась запрету. Среди других опер Буцци — «Бьянка ди Капелло» (1842, римский театр Валле), «Пир Валтасара» (итал. Il convito di Baldassarre; 1853, Ла Скала) и ещё несколько; написал также два балета и кантату. Франческо Регли, скептически оценивая дарование Буцци, писал, что в его сочинениях «больше доктрины, чем вдохновения, больше выучки, чем оригинальности».